# آيت علي مجين (آيت موسى أو علي)
آيت علي مجين هو دُوَّار يقع بجماعة بومية، إقليم ميدلت، جهة درعة تافيلالت في المملكة المغربية. ينتمي الدوّار لمشيخة آيت موسى أو علي التي تضم 4 دواوير. يقدر عدد سكانه بـ 161 نسمة حسب الإحصاء الرسمي للسكان والسكنى لسنة 2004.

## وصلات خارجية
- البوابة الوطنية للجماعات الترابية
- المندوبية السامية للتخطيط